# Kulturhaus Mühle

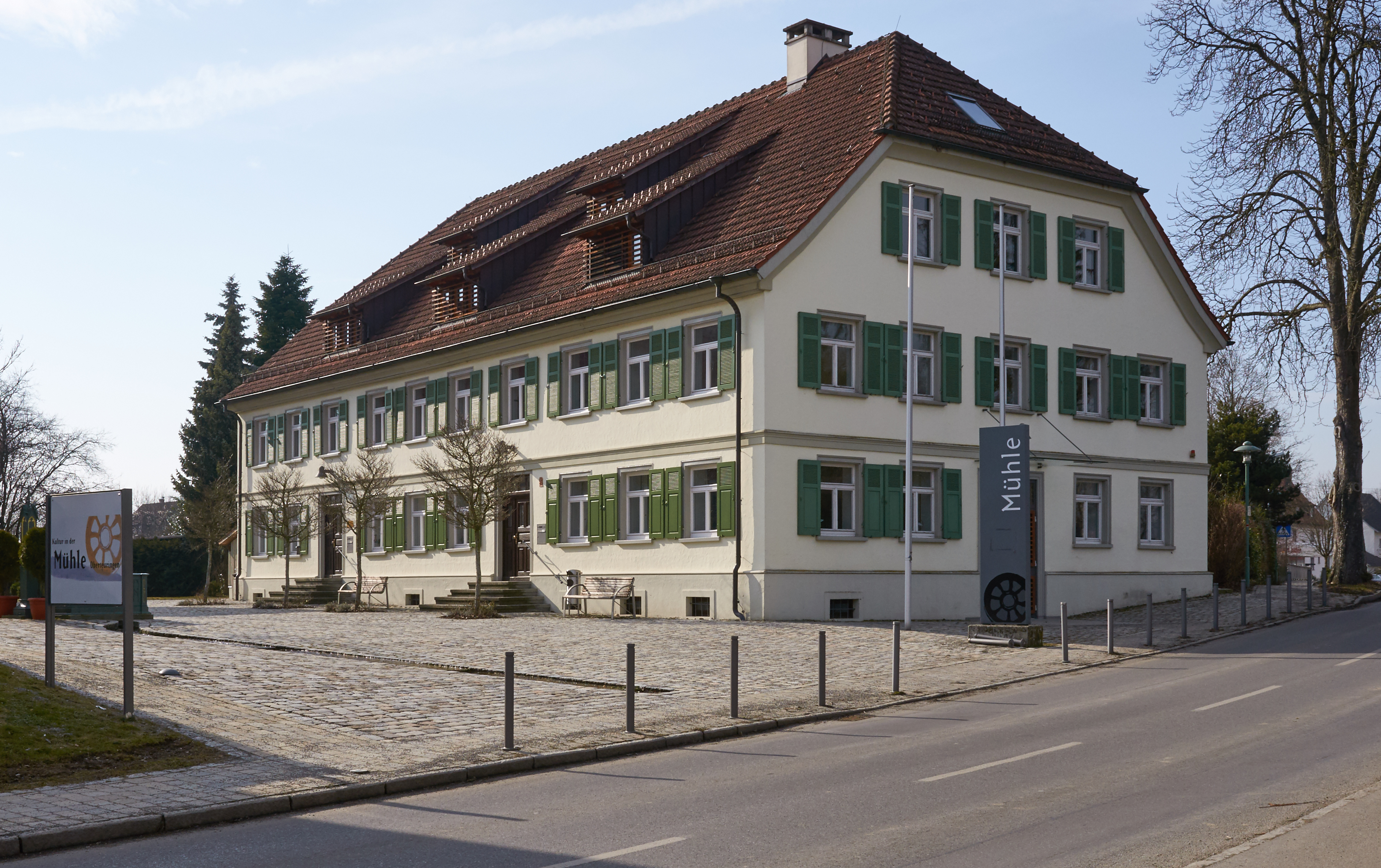
Kulturhaus Mühle

Kulturhaus Mühle bezeichnet ein historisches Mühlengebäude in Oberteuringen, einer Gemeinde im Bodenseekreis in Baden-Württemberg. Die Mühle wurde 1300 erstmals erwähnt und wird seit 2002 als Kulturzentrum genutzt. Es ist als Kulturdenkmal ausgewiesen.

## Geschichte
1296 verkaufte das Dominikanerinnenkloster Löwental einen Besitz in Oberteuringen, zu dem laut Güterbuch von 1300 unter anderem eine Mühle gehörte, an das Chorherrenstift St. Johann in Konstanz. 1432 wurde die Mühle erneut erwähnt.
1502 kaufte Hermann Ziegelmüller, Wirt zu Neuhaus, die Mühle. Von seinen vier Söhnen wurde Eitelhans sein Nachfolger. Eitelhans Ziegelmüller bewirtschaftete die Mühle ebenso erfolgreich wie sein Vater. Während des Bauernkriegs konnte Eitelhans als Hauptmann des Bermatinger Haufens den Bauernaufstand friedlich beenden. Er handelte den Vertrag von Weingarten aus, in dem den Bauern Straffreiheit zugesichert wurde. Danach machte Eitelhans eine beachtliche Karriere in der Verwaltung und starb 1545.
1836 erwarb Johann Baptist Roth das Anwesen. Er erweiterte das Mühlengebäude 1846 und verlieh ihm das heutige Aussehen. Die Familie bewirtschaftete das Anwesen bis 1957. Dann stellte die Mühle ihren Betrieb ein und der Mühlenkanal wurde zugeschüttet.
Der letzte Besitzer, Franz Roth, vermachte 1976 das Gebäude der Gemeinde, vertreten durch Bürgermeister Franz Xaver Kreuzer. Nach Aufnahme Oberteuringens in das Landessanierungsprogramm 1991 konnte das Kulturdenkmal renoviert werden, 2002 wurde die Sanierung abgeschlossen. Im Rahmen der 1250-Jahr-Feier des Dorfes wurde das Gebäude seiner neuen Bestimmung als Kulturzentrum übergeben.